# Šarišské Jastrabie
Šarišské Jastrabie és un poble i municipi d'Eslovàquia. Es troba a la regió de Prešov, al nord del país.

## Història
La primera referència escrita de la vila data del 1435.

## Demografia
| Godina             | 1994 | 2004    | 2014    | 2024    |
| ------------------ | ---- | ------- | ------- | ------- |
| Nombre de persones | 969  | 1170    | 1364    | 1606    |
| Diferència         |      | +20,74% | +16,58% | +17,74% |

| Godina             | 2023 | 2024   |
| ------------------ | ---- | ------ |
| Nombre de persones | 1569 | 1606   |
| Diferència         |      | +2,35% |